# Оптичне розпізнавання нот
Music OCR - сукупна назва програм для розпізнавання нотного тексту і наступного його представлення у формі, придатній для редагування і прослуховування. Будучи оцифрованим, нотний текст можна зберігати в таких форматах як MIDI (для програвання) або MusicXML (для друку).

## Історія
Дослідження з розпізнавання нотного тексту було розпочато на початку 1960-х років
Успішними виявились спроби з виділення нотних лінійок від інших символів. Перша комерційна програма - MIDISCAN, була випущена 1991 року корпорацією Musitek. На відміну від оцифрування звичайних текстів, де усі слова розташовуються послідовно, оцифрування музичної нотації враховує наявність паралельних елементів тексту, а також взаємне розташування у просторі нотних знаків, динамічних та артикуляційних позначень та інших позначень, важливих для характеру виконання.

## Програмне забезпечення
- capella-scan[en] Info capella-scan
- ForteScan Light, розробник — Fortenotation FORTE Scan Light
- MIDI-Connections Scan, розробник — MIDI-Connections MIDI-Connections SCAN 2.0
- MP Scan by Braeburn Music Publisher Scanning Edition. Uses SharpEye SDK.
- MusicReader, розробник — Musicreader MusicReader PDF 4.0
- NoteScan в комплекті з Nightingale NoteScan
- OMeR (Optical Music easy Reader) Додаток для Harmony Assistant та Melody Assistant: Myriad Software OMeR (ShareWare)
- PDFtoMUSIC, розробник — Myriad PDFtoMUSIC
- PhotoScore, розробник — Neuratron PhotoScore Ultimate 7. Легка версія PhotoScore використана в програмі Sibelius. PhotoScore використовує SharpEye SDK.
- ScoreMaker, розробник — Kawai Scoremaker (Japanese)
- Scorscan, розробник — npcImaging ScorScan.
- SharpEye, розробник — Visiv SharpEye
- SmartScore[en], розробник — Musitek SmartScore. Раніше випускалось під назвою «MIDISCAN». (SmartScore Lite використовується в програмі Finale).
- VivaldiScan (так само як і SharpEye) VivaldiScan

## Вільне програмне забезпечення
- Audiveris
- OpenOMR (Java) (last release 2010)

## Зовнішні посилання
- Optical Music Recognition (OMR): Programs and scientific papers
- Optical Music Recognition Bibliography: список публікацій OMR.
- OMR (Optical Music Recognition) Systems [Архівовано 18 грудня 2013 у Wayback Machine.]: Комплексна таблиця OMR.
- Assessing Optical Music Recognition Tools Автори: Pierfrancesco Bellini, Ivan Bruno, Paolo Nesi
- Optical Manuscript Analysis проект Університету міста Лідс.